# Shadowrun (videojuego de 2007)
Shadowrun es un videojuego de disparos en primera persona desarrollado por FASA Corporation para Windows Vista y Xbox 360. No está localizado en el universo de ficción del juego de rol Shadowrun pero es una continuación alternativa inventada por los estudios FASA. Es el primer juego en utilizar el Games for Windows - Live que permite a los usuarios de Windows Vista jugar contra los usuarios de Xbox 360.

## Razas
En el juego también hay personajes con semipoderes únicos que pueden dar ventajas y desventajas.
- Humano

Ventajas: No tiene penalización por uso de tecnología, es resistente a los disparos.
Desventajas: Tiene poca esencia de 6 unidades.
- Elfo

Ventajas: Es rápido y puede curarse después de un asalto rápido, Tiene 10 de esencia.
Desventajas: No resiste mucho a los disparos. Recibe penalización por tecnología.
- Enano

Ventajas: Es resistente a los disparos. Tiene 12 de esencia. Puede robar esencia de otros.
Desventajas: Es pequeño y recibe penalización por tecnología.
- Trol (Minotauro)

Ventajas: Si recibe daños, crea una armadura fuerte en su piel que lo hace muy resistente.
Desventajas: Su tamaño lo hace muy visible. Solo tiene 6 de esencia. Recibe la penalizacon de tecnología.

## Magias
En el juego existen poderes y/o habilidades que permiten darle superioridad a algunos jugadores dependiendo su raza, estos son las magias, gastan la mana o la esencia.
- Resurrección: Revive a tus compañeros caídos en combate. Gasta 4 de esencia.

- Ráfaga: Lanza una ráfaga de fuerza y viento que puede mandar a tu enemigo a volar. Gasta 2 de esencia.

- Árbol de la vida: Te permite lanzar una semilla que se convierta en un árbol que te sube el nivel de vida. Gasta 3 de esencia.

- Teletransporte: Te teletransporta a donde te muevas unos 5 o 9 metros (arriba, adelante, abajo, izquierda, derecha, atrás, etc). Gasta 3 de esencia.

- Invocación: Invoca a un servidor para proteger un área o eliminar a un enemigo, si hay otros servidores estos dejaran de hacerlo que hacían y se atacaran (si son aliados o no). Gasta 4 de esencia.

- Extrangulación: Cierra o bloquea zonas con estos cristales que le bajan la vida a tu enemigo.